# Paricterodes
Paricterodes là một chi bướm đêm thuộc họ Geometridae.